# Reeh-Schlieder-Theorem
Das Reeh-Schlieder-Theorem der Quantenfeldtheorie besagt, dass – in beliebig guter Annäherung – alle Zustände eines relativistischen Teilchens durch die in einem beliebigen, offenen Raum-Zeit-Gebiet lokalisierten Feldoperatoren aus dem Vakuum erzeugt werden können.
Die exakte Formulierung besagt, dass der Vakuumzustand zyklisch und separierend für jede Algebra lokaler Observablen ist.
- zyklisch bedeutet hier, dass die abgeschlossene Hülle der Menge aller Zustände, die sich durch Anwendung der lokalen Operatoren auf das Vakuum ergeben, bereits der gesamte Zustandsraum ist.
- separierend bedeutet hier, dass kein lokaler Operator auf den Vakuumzustand angewandt 0 ergeben kann. Insbesondere ist der Erwartungswert aller selbstadjungierten lokalen Operatoren B der Form A*A im Vakuumzustand größer null.

Das Reeh-Schlieder-Theorem lässt sich sowohl aus den Eigenschaften konkreter Quantenfeldtheorien herleiten als auch aus den verschiedenen Axiomensystemen der QFT.
Das Reeh-Schlieder-Theorem bedeutet keine Verletzung der Mikrokausalität, sondern dass die in einem Gebiet lokalisierten
Feldoperatoren Zustände erzeugen, die nicht nur auf dieses Gebiet beschränkt sind. Die Vorstellung, dass ein Quantenfeld
{\displaystyle \phi (t,{\vec {x}})} ein Teilchen zur Zeit {\displaystyle t} am Ort {\displaystyle {\vec {x}}} erzeugt oder vernichtet, ist somit falsch.
Die sich bei Anwendung des Feldes auf das Vakuum ergebende Wellenfunktion erstreckt sich über den gesamten Raum.
Das Theorem wurde zuerst 1961 von Helmut Reeh und Siegfried Schlieder angegeben.